# Thingiverse
Thingiverse (in italiano universo delle cose, dall'unione delle parole thing che significa cosa e universe che significa universo) è il più grande sito dedicato alla condivisione di file di oggetti per la stampa 3D creati dagli utenti, nato nell'ottobre 2008. Fornisce principalmente progetti di hardware open source; l'utente può scegliere se distribuire i propri contributi sotto licenza GNU o Creative Commons. Il formato di file principalmente utilizzato è l'STL.
Per realizzare questi progetti si usano: stampanti 3D, tagliatori laser, fresatrici ed altre tecnologie. I progetti di Thingiverse sono ampiamente usati nel fai da te (DIY - do it yourself), dal progetto RepRap, dalle stampanti 3D e gli operatori di MakerBot.

## Storia
Thingiverse è stato lanciato nel Novembre 2008 da Zach Smith come sito accessorio a MakerBot Industries, una società produttrice di Stampanti 3D Fai da te.
Thingiverse si è guadagnata una Honorable Mention nella categoria comunità digitali della Ars Electronica 2010, competizione internazionale per le arti cibernetiche.
Nel novembre 2012 su Thingiverse sono stati caricati circa 25.000 progetti e più di 100.000 nel Giugno 2013. Il 400.000-esimo oggetto è stato pubblicato il 19 Luglio 2014.

## Amministrazione
Il sito è di proprietà delle MakerBot Industries e lanciato da uno dei suoi fondatori,  Bre Pettis a Brooklyn, New York.
I termini d'uso di Thingiverse includono un articolo nel quale gli utenti affermano di non includere contenuti che "contribuiscono alla creazione di armi o materiali illegali o deprecabili".